# Родригес, Кириан
Кириан Родригес Консепсьон (исп. Kirian Rodríguez Concepción; род. 5 марта 1996, Канделария, Канарские острова) — испанский футболист, полузащитник клуба «Лас-Пальмас».

## Клубная карьера
Родригес — воспитанник клубов «Тенерифе», «Офра» и «Лас-Пальмас». В 2017 году игрок начал выступать за дублирующий состав последних. 2 июня 2019 года в матче против «Альмерии» он дебютировал в Сегунде за основной состав. 20 июля 2020 года в поединке против «Эстремадуры» Кириан забил свой первый гол за «Лас-Пальмас». В 2023 году игрок помог клубу выйти в элиту. 12 августа в матче против «Мальорки» он дебютировал в Ла Лиге.